# Furcaspis oceanica
Furcaspis oceanica är en insektsart som beskrevs av Karl Hermann Leonhard Lindinger 1909. Furcaspis oceanica ingår i släktet Furcaspis och familjen pansarsköldlöss. Inga underarter finns listade i Catalogue of Life.